# Doppler (cràter)

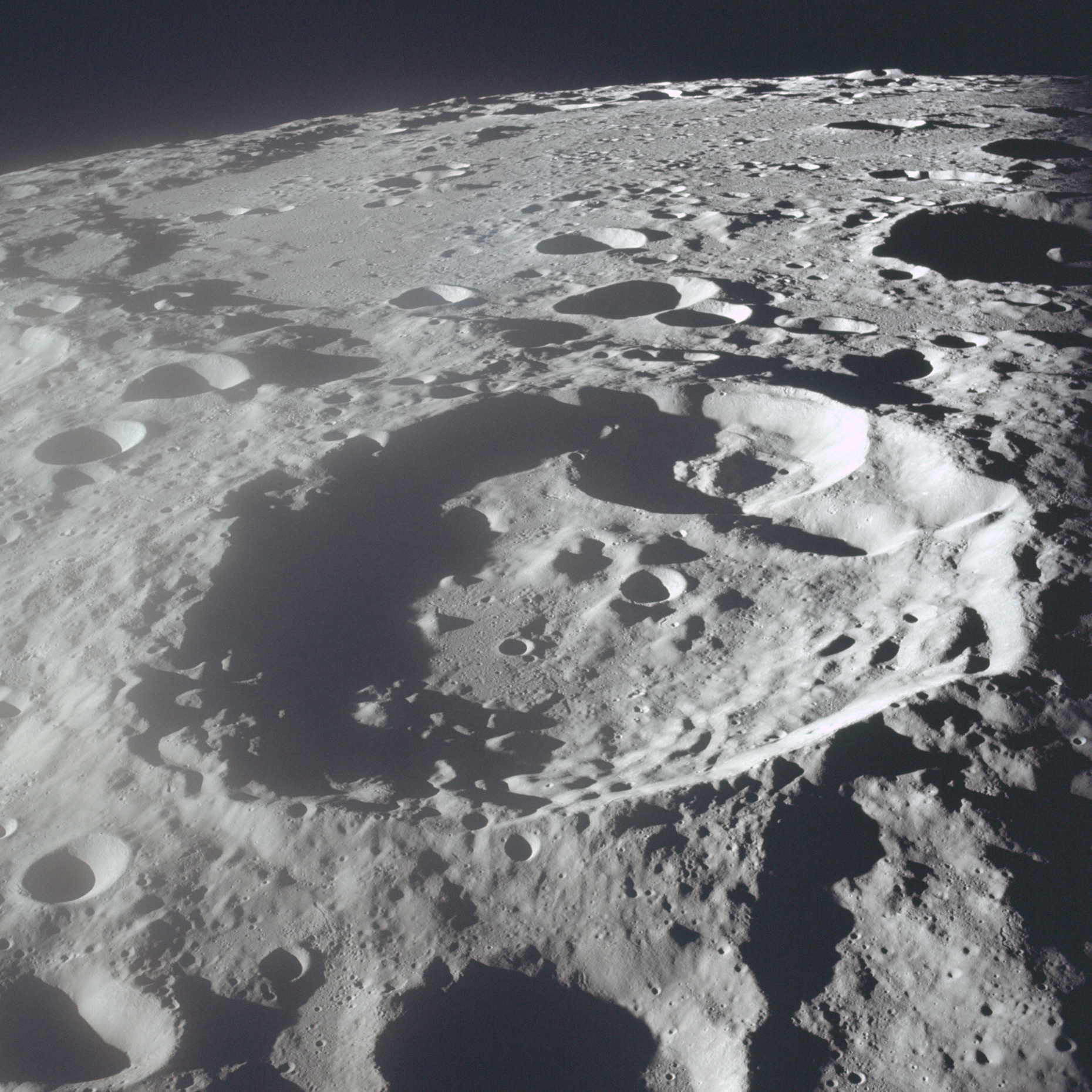
Vista obliqua de Doppler amb Korolev a dalt, des de l'Apol·lo 17 (Foto NASA)

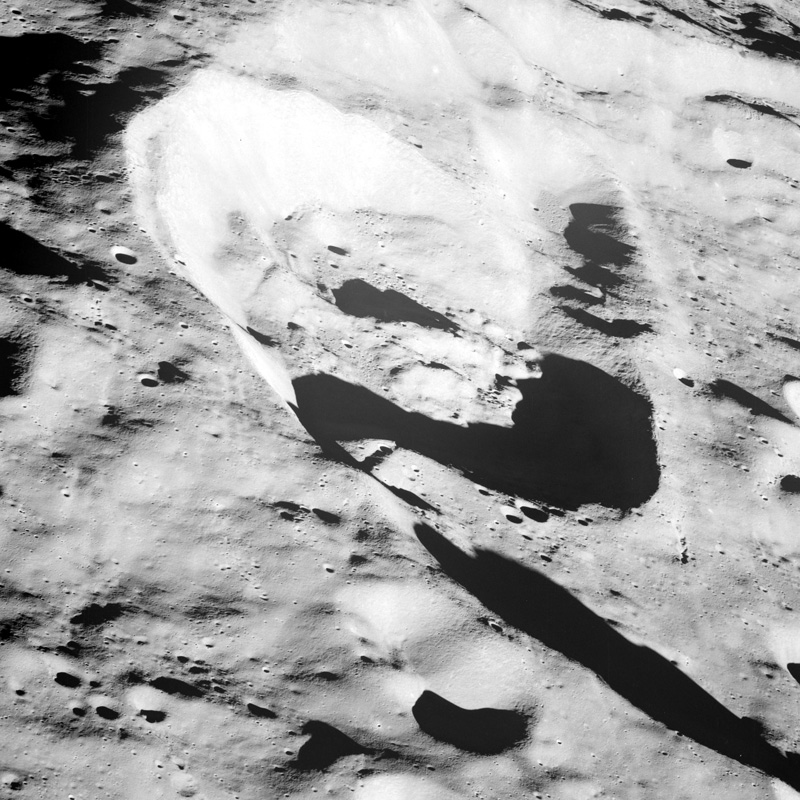
Fotografia de la missió Apol·lo 8

Doppler és un cràter d'impacte localitzat a l'extrem sud de la plana emmurallada del cràter Korolev, a la cara oculta de la Lluna. A l'est s'hi troben els cràters Das i Galois. Més al sud-oest de Doppler apareix el cràter Mohorovičić.
La vora de Doppler té una forma lleugerament poligonal, amb un cràter més petit s'uneix al costat intern de la paret nord-est. L'interior de Doppler és rugosa i irregular, amb les parets exteriors aterrazadas i una mica desgastades, i un complex de pujols centrals, al nord del punt mitjà. El cràter Doppler B es troba dins de la vora nord, i ocupa una part del sòl d'aquesta zona. Una petita vall travessa el fons del Doppler cap al sud-est des de la vora de Doppler B.

## Cràters satèl·lit
Per convenció aquests elements són identificats en els mapes lunars posant la lletra en el costat del punt mitjà del cràter que està més prop de Doppler.
|         | \| Doppler \| Coordenades \| Diàmetre \| \| ------- \| -------------------------------------- \| -------- \| \| B \| 11° 48′ S, 159° 24′ O / 11.8°S,159.4°O \| 37 km \| \| M \| 15° 24′ S, 160° 00′ O / 15.4°S,160.0°O \| 25 km \| \| N \| 16° 54′ S, 160° 30′ E / 16.9°S,160.5°E \| 17 km \| \| W \| 11° 00′ S, 161° 42′ O / 11.0°S,161.7°O \| 15 km \| \| X \| 10° 18′ S, 161° 18′ O / 10.3°S,161.3°O \| 18 km \| |          |
| Doppler | Coordenades | Diàmetre |
| B       | 11° 48′ S, 159° 24′ O / 11.8°S,159.4°O | 37 km    |
| M       | 15° 24′ S, 160° 00′ O / 15.4°S,160.0°O | 25 km    |
| N       | 16° 54′ S, 160° 30′ E / 16.9°S,160.5°E | 17 km    |
| W       | 11° 00′ S, 161° 42′ O / 11.0°S,161.7°O | 15 km    |
| X       | 10° 18′ S, 161° 18′ O / 10.3°S,161.3°O | 18 km    |